# Teodoro Paleologo (figlio di Michele VIII)
Teodoro Comneno Paleologo in greco Θεόδωρος Κομνηνός Παλαιολόγος? (intorno al 1263 – dopo il 1310) era figlio dell'imperatore bizantino Michele VIII Paleologo (regnante dal 1259 al 1282) e della sua consorte, Teodora Paleologina.
Nacque intorno al 1263 ed era il più giovane dei figli di Michele VIII. Nel 1293 era destinato a sposare la figlia di Teodoro Muzalon, ma poiché suo fratello, l'imperatore Andronico II Paleologo, gli negò il titolo di despota, egli rifiutò e sposò invece una figlia del pinkernēs Libadario. Nel 1295 si trovava a Efeso quando scoppiò la rivolta di Alessio Filantropeno e fu catturato e imprigionato dal ribelle fino alla sua sconfitta. Nel 1305 combatté contro la Compagnia Catalana nella battaglia di Apros in Tracia. L'ultima volta che viene menzionato è nel 1310 come uno dei testimoni di un trattato con la Repubblica di Venezia.